# Аномалокарис
Аномалокарис е изчезнал род животни от разред радиодонти. Родът получава широко разпространение по време на камбрий и долен ордовик като върховен хищник и има очи, съревноваващи се с тези на съвременните членестоноги. Аномалокарис е бил огромен на размер в сравнение с други открити животни от камбрий. 
Вкаменелости принадлежащи на рода са били класифицирани като скариди, медузи, морски краставици, водни гъби и многочетинести червеи, докато през 80-те години на 20 век Хари Б. Уитингтън не обелва слоеве от вкаменелост и открива всички части на Аномалокарис на едно място, водейки учените на мисълта, че те не са отделни организми, а части от тялото на непознат дотогава древен род членестоноги.

## Етимология
Аномалокарис е наименуван от Джоузеф Ф. Уайтейвс през 1892 година и означава "странна скарида" ("anomalo": странен; "caris": скарида). Родът е кръстен така заради предните израстъци, тъй като по това време те са били единствените намерени вкаменелости, принадлежащи на аномалокарис.

## Откриване
Първите вкаменелости, принадлежащи на рода Аномалокарис са намерени от Ричърд Дж. Макконъл около 1886-1888 година, като са описани и наименувани от Джоузеф Ф. Уайтейвс през 1892 година. Открит е само един от предните израстъци и според него наподобява скарида. През 1911 година, Чарлз Д. Уолкът открива уста, принадлежаща на Аномалокарис, но според него тази вкаменелост принадлежи на древни медузи с името Peytoia nathorsti, като днес това е научното име на род радиодонти. Същата година, Уолкът открива нови вкаменелости принадлежащи на рода, като според него принадлежат на морски краставици, които наименува Laggania cambria.
През 1928 година датският палеонтолог Кай Хенриксън предполага, че Tuzoia, древен род членестоноги от долен и среден камбрий, от когото дотогава са били откривани само карапакси, е всъщност липсващата предна част на Аномалокарис.
През 80-те години на 20-ти век, обелвайки слоевете на некласифицирана вкаменелост с надеждата да открие нови структури, които биха могли да помогнат с класифицирането ѝ, Хари Б. Уитингтън открива двата предни израстъка, дотогава класифицирани като скариди, свързани с главата на животното, както и устата - дотогава класифицирана като медузата Peytoia nathorsti.
През 90-те години на 20-ти век,  Десмонд Х. Колинс открива още фосили, принадлежащи на рода Аномалокарис, помагайки му да направи по-точни реконструкции. Това води до преименуването на Anomalocaris nathorsti към Laggania cambria.

## Разпространение
Аномалокарис бива откриван в скали, датирани от камбрий и долен ордовик. Негови вкаменелости биват намирани във формацията Ему Бей, която се намира на остров Кенгуру в щата Южна Австралия, както и в шистите Бърджес, които се намират в Канадските скалисти планини в Британска Колумбия. Вкаменелости, принадлежащи на рода, са открити и в Чъндзянската формация в китайската провинция Юннан.

## Характеристики и анатомия
Аномалокарис има сегментирано тяло и плавници разположени от двете страни на всеки сегмент, подвижни израстъци в предната част на главата, служещи за сграбчване на плячка, фасетни очи разположени на стъбла, уста във формата на диск и карапакс на главата.
Тялото е покрито със сравнително гъвкав екзоскелет. От двете страни на всеки сегмент са разположени плавници, едновременно движейки се нагоре-надолу като един чифт. Тялото притежава общо 13 чифта плавници от двете страни по тялото, както и три чифта по-малки плавници, разположени по врата. Над тези плавници се намират и хрилете на животното. Опашката е съставена от три чифта перки, сочещи нагоре.
"Устният конус" е съставен от три големи пластини, като до тях има три или четири по-малки на размер, между които са разположени още по-малки пластинки. Устата е тристранно симетрична.
Предните израстъци също са сегментирани, като израстъците на вида A. canadensis имат общо 14 сегмента, от които 13 притежават чифтове дълги остриета от вътрешната страна и чифтове по-къси остриета от външната страна. Последният сегмент е заострен и върху него няма остриета. Първите 10 сегмента на тези израстъци са свободно подвижни, докато последните четири могат да се придвижват само като един. Предните израстъци достигат от 2.7 сантиметра на дължина до около 18 сантиметра. Те са изключително подвижни.
Очите на аномалокарис са изключително развити за времето си - съдържат по около 16 000 фасети, съревновавайки се с тези на водните кончета днес, които съдържат по около 28 000 фасети. Очите на аномалокарис достигат размер около 2-4 сантиметра. Те са около 30 пъти по-силни от тези на трилобитите и вероятно са способни на дихроматично зрение. Тяхното присъствие води учените на мисълта, че фасетните очи са се появяли преди дивергенцията на различните групи членестоноги, появата на екзоскелет или на крака със стави. Разположени са на стъбла.
Видовете от рода Аномалокарис често достигат не повече от 40-50 сантиметра, въпреки че има фрагменти, които сочат, че някои индивиди стигат до повече от 100 сантиметра.
Храносмилателната система на представителите на рода е сложно устроена, като притежава и големи на размер дивертикули, помагащи за по-ефикасно храносмилане.

## Екология
Представителите на рода Аномалокарис са големи за времето си животни и са върховни хищници по време на камбрий. Дълго време се смята, че те се прехранват с трилобити и други биоминерализирани животни. Останки на тези животни в храносмилателната система на Аномалокарис липсват, а 3D модели, създадени с помощта на 400 вкаменени останки на устите на представителите на рода показват, че те не са достатъчно издръжливи да пречупят екзоскелета на трилобитите. Освен това, устният конус не показва изветряне, което би било очаквано, ако устата е предназначена за разчупване на биоминерализиран екзоскелет. Устният конус вероятно не е могъл и да се затваря. Това навежда учените на мисълта, че представителите на рода се прехранват с по-мека плячка.